# Браунинг, Джон (пианист)
Джон Браунинг (англ. John Browning; 23 мая 1933, Денвер — 26 января 2003, Систер-Бей, Висконсин) — американский пианист.
Сын музыкантов, обучался игре на фортепиано с 5 лет у своей матери, ученицы Теодора Лешетицкого. В 10 лет поступил в обучение к Розине Левиной, в том же возрасте дебютировал с Денверским симфоническим оркестром. В 1945—1950 гг. Браунинг жил и учился в Лос-Анджелесе, а затем поступил в Джульярдскую школу, вновь к Розине Левиной. Дорогу к профессиональной карьере открыла Браунингу победа в Конкурсе имени Левентритта в 1955 году, на следующий год он занял второе место на Конкурсе имени королевы Елизаветы, уступив лишь Владимиру Ашкенази. Считается, однако, что Браунинг, как и ряд других американских пианистов его поколения, был отодвинут в тень своим соучеником Ваном Клиберном, чья победа в 1958 г. на Международном конкурсе имени Чайковского в Москве стала событием, далеко выходящим за пределы музыкального мира.
Браунинг был специалистом по изящному и проникновенному исполнению произведений Доменико Скарлатти, Иоганна Себастьяна Баха, Йозефа Гайдна и Вольфганга Амадея Моцарта, а также этюдов Фридерика Шопена. Особое место в репертуаре Браунинга занимало творчество Сэмюэла Барбера. Композитор, впервые услышавший игру молодого музыканта в 1956 г. на концерте с Нью-Йоркским филармоническим оркестром под управлением Димитриса Митропулоса (награда за победу в Конкурсе Левентритта), остался под таким впечатлением, что предназначил для Браунинга свой фортепианный концерт. Спустя много лет после мировой премьеры в 1962 г. Браунинг записал это произведение с Сент-Луисским симфоническим оркестром под управлением Леонарда Слаткина, и эта запись была удостоена премии «Грэмми» (1991). В 1993 г. другую премию «Грэмми» получила осуществлённая Браунингом запись сольных фортепианных пьес Барбера, кроме того, пианист участвовал в записи диска с его вокальной музыкой. Среди других значительных записей Браунинга — все фортепианные концерты Сергея Прокофьева (с Бостонским симфоническим оркестром под управлением Эриха Ляйнсдорфа).